# سانت لو
سانت لو (بالألمانية: Saint Lu)‏ هي مغنية نمساوية، ولدت في 27 يونيو 1982 في فيلز في النمسا.

## وصلات خارجية
- الموقع الرسمي
- سانت لو على موقع IMDb (الإنجليزية)
- سانت لو على موقع ميوزك برينز (الإنجليزية)
- سانت لو على موقع ميوزك برينز (الإنجليزية)
- سانت لو على موقع أول ميوزيك (الإنجليزية)
- سانت لو على موقع ديسكوغز (الإنجليزية)